# Hasses Lada
Hasses Lada, eller Ladan i Båstad, var ett nöjesställe i Boarp väster om Båstad i Skåne. Verksamheten drevs mellan 1991 och 2014.

## Historik
Under 1980-talet gjorde Hasse "Kvinnaböske" Andersson TV-serien Hasse och hans vänner som utspelade sig i en lada. Scenografin var så verklighetstrogen att många trodde att ladan fanns i verkligheten, men den var endast uppbyggd i en studio i Malmö.
Ladan blev dock verklighet 1991 då Hasse startade showkrogen Hasses Lada i Boarp. Han drev denna verksamhet fram till och med 2002.
I Ladan i Båstad ordnades även shower, mässor och konferenser. I byggnader i anslutning till ladan fanns också ett antal fristående butiker.
Efter 10 år på Ladan lades verksamheten ned vid årsskiftet 2013/2014. Den främsta anledningen till nedläggningen var höjd hyreskostnad.